# Calculus bicolor
Calculus bicolor är en spindelart som beskrevs av William Frederick Purcell 1910. Calculus bicolor ingår i släktet Calculus och familjen dansspindlar. Inga underarter finns listade.